# Phasma
Phasma is een geslacht van Phasmatodea uit de familie Phasmatidae. De wetenschappelijke naam van dit geslacht is voor het eerst geldig gepubliceerd in 1796 door Lichtenstein.

## Soorten
Het geslacht Phasma omvat de volgende soorten wandelende takken:
- Phasma gigas (Linnaeus, 1758)
- Phasma marosense Hennemann, 1998
- Phasma reinwardtii Haan, 1842